# Meiacanthus naevius
Meiacanthus naevius es una especie de pez de la familia Blenniidae en el orden de los Perciformes.

## Morfología
• Los machos pueden llegar alcanzar los 3,6 cm de longitud total.

## Reproducción
Es ovíparo.

## Hábitat
Es un pez de mar y de clima subtropical  que vive entre 3-5 m de profundidad.

## Distribución geográfica
Se encuentra en Australia Occidental.